# Лорето (Минесота)
Лорето (енгл. Loretto) град је у америчкој савезној држави Минесота.

## Демографија
По попису из 2010. године број становника је 650, што је 80 (14,0%) становника више него 2000. године.
| Група             | 2000.       | 2010.       |
| Белци             | 564 (98,9%) | 635 (97,7%) |
| Афроамериканци    | 0 (0,0%)    | 2 (0,3%)    |
| Азијати           | 0 (0,0%)    | 0 (0,0%)    |
| Хиспаноамериканци | 1 (0,2%)    | 8 (1,2%)    |
| Укупно            | 570         | 650         |